# Удовиченко, Михаил Владимирович
Михаил Владимирович Удовиченко (род. 2 сентября 1995) — российский самбист, победитель первенства России среди юниоров 2014 года, чемпион Москва среди студентов 2015 года, победитель Студенческих игр 2014 года в Москве, бронзовый призёр чемпионата России по боевому самбо 2016 года, мастер спорта России. Наставниками Удовиченко были Д. В. Попов и В. А. Дамдинуурдинов. Выступал во второй средней весовой категории (до 90 кг).

## Спортивные достижения
- Первенство России среди юниоров по самбо 2014 года — [1];
- XXVII Московские студенческие спортивные игры по боевому самбо 2014 года — [2];
- Чемпионат Москвы среди студентов по самбо 2015 года — [3];
- Чемпионат России по боевому самбо 2016 года — ;